# Horst Seehofer
Horst Lorenz Seehofer (* 4. července 1949 Ingolstadt) je německý politik, bývalý spolkový ministr vnitra, stavebnictví a domoviny. V  roce 2012 byl krátce úřadujícím prezidentem SRN a v letech 2008–2018 vykonával funkci ministerského předsedy Bavorska. V letech 2008–2019 byl předsedou Křesťansko-sociální unie Bavorska (CSU).

## Politická činnost
V letech 1992–1998 byl Seehofer spolkovým ministrem zdravotnictví ve vládách Helmuta Kohla. Po prohraných volbách do Bundestagu v roce 1998 se vrátil do bavorské zemské politiky. V roce 2002 těžce onemocněl. Znovu členem spolkové vlády se stal v roce 2005 jako ministr výživy, zemědělství a ochrany spotřebitelů v první vládě Angely Merkelové.

### Ministerský předseda Bavorska
V roce 2008 byl Seehofer zvolen
ministerským předsedou Bavorska.
V této funkci mj. dvakrát oficiálně navštívil Českou republiku; naposledy v listopadu 2011, kdy jednal v Praze s premiérem Petrem Nečasem a ministrem zahraničí Karlem Schwarzenbergem o různých politických a hospodářských otázkách, mimo jiné o zlepšení železničního spojení mezi Bavorskem a Českem. Jeho delegace, ve které byl i mluvčí Sudetoněmeckého krajanského sdružení Bernd Posselt, navštívila také Lidice, Terezín a Ústí nad Labem.
Od 1. listopadu 2011 do 31. října 2012 byl předsedou Spolkové rady, tedy horní komory spolkového parlamentu. Po rezignaci prezidenta Wulffa v roce 2012 byl až do zvolení Joachima Gaucka krátce (od 17. února do 18. března) prozatímním spolkovým prezidentem. Od 27. října 2008 do 13. března 2018 byl bavorským premiérem, následujícího dne byl jmenován spolkovým ministrem vnitra, stavebnictví a domoviny.
Seehofer patří k nejostřejším domácím kritikům vstřícné azylové politiky kancléřky Angely Merkelové v současné evropské migrační krizi. V červenci 2016 po útoku v mnichovském centru Olympia a dalších útocích, které měli na svědomí žadatelé o azyl z Blízkého východu, ohlásil vytvoření nové bezpečnostní koncepce v Bavorsku, včetně modernizace vybavení bavorské policie a zavedení kvót pro přijímání dalších uprchlíků.

### Spolkový ministr vnitra
Dne 14. března 2018 se Seehofer stal spolkovým ministrem vnitra, stavebnictví a domoviny. Nahradil v této funkci Thomase de Maizière. Jeho jmenování ministrem vnitra a rozšíření působnosti o odbory pro stavebnictví a ochranu domoviny byly součástí požadavků CSU v souvislosti s vytvořením čtvrté vlády Angely Merkelové. Ve funkci bavorského ministerského předsedy vystřídal Seehofera Markus Söder. Tato změna měla CSU umožnit důrazné vedení kampaně před volbami do Bavorského zemského sněmu, které se konaly v září 2018. Seehofer však zůstal předsedou CSU až do ledna 2019.
Jako spolkový ministr vnitra se Seehofer hodlal zasazovat mj. o řešení problémů s integrací muslimů v Německu a o urychlení deportací neúspěšných a nebezpečných žadatelů o azyl.

## Vyznamenání
| Stát        | Stuha | Název                                                                             | Datum udělení  | Poznámka                                         |
| ----------- | ----- | --------------------------------------------------------------------------------- | -------------- | ------------------------------------------------ |
| Itálie      |       | Rytíř velkokříže Řádu italské hvězdy                                              | 2. června 2013 |                                                  |
| Německo     |       | Velký záslužný kříž s hvězdou a šerpou Záslužného řádu Spolkové republiky Německo | 1996           |                                                  |
| Portugalsko |       | Velkokříž Řádu za zásluhy                                                         | 2. března 2009 |                                                  |
|             |       |                                                                                   |                |                                                  |
| Bavorsko    |       | Bavorská státní medaile za sociální zásluhy                                       | 1989           |                                                  |
| Bavorsko    |       | Bavorský řád za zásluhy ex officio                                                | 27. října 2008 | na základě výkonu funkce předsedy vlády Bavorska |
| Bavorsko    |       | Bavorská ústavní medaile ve zlatě                                                 | 25. ledna 2010 |                                                  |